# Piper caquetanum
Piper caquetanum är en pepparväxtart som beskrevs av Truman George Yuncker. Piper caquetanum ingår i släktet Piper och familjen pepparväxter. Inga underarter finns listade i Catalogue of Life.